# 오승렬
오승렬은 대한민국의 북한전문가, 중국전문가이자 학생을 가르치는 교수이다.
현재 한국외국어대학교 중국학부 교수이며, 한국외국어대학교 중국어과 졸업(1982)하고, 홍콩중문대학교에서 "China's Inter - and Intra - industry Trade in Manufactures with special to the Marker - oriented Reform"로 경제학 박사학위(1992)를 받았다.
주요 논저로는 「북한경제 개혁의 최적방향 연구」(1997), 「북한경제의 변화와 인센티브구조」(1999), 「대형 남북경협사업 여건과 추진방향」(2000) 등이 있다.